# جان لویس (نماینده کنگره آمریکا)
جان لویس (انگلیسی: John Lewis؛ زاده ۲۱ فوریه ۱۹۴۰ – درگذشت ۱۷ ژوئیه ۲۰۲۰) فعال حقوق مدنی و نمایندهٔ حوزه انتخابیه پنجم جورجیا از حزب دموکرات ایالات متحده آمریکا در مجلس نمایندگان ایالات متحده آمریکا بود که برای نخستین‌بار در ۴ ژانویه ۱۹۸۷ میلادی به‌عضویت این مجلس درآمد.
لوییس، رئیس کمیته هماهنگی دانشجویان علیه خشونت (SNCC) و یکی از رهبران «بزرگ شش» گروهی بود که در مارس ۱۹۶۳ تظاهرات تاریخی مارتین لوترکینگ را در واشینگتن، دی.سی. سازماندهی کردند، او در نهضت حقوق مدنی فعال بود و تلاشش خاتمه بخشیدن به تبعیض نژادی در آمریکا بود. او نقش کلیدی‌ای در جنبش مدنی نژادپرستی در ایالات متحده آمریکا ایفا کرد.
یکی از نقاط اوج فعالیت‌های جان لوییس رهبری راهپیمایی صلح‌آمیز ۷ مارس ۱۹۶۵ در سلمای آلاباما برای حق رأی بود که به «یک‌شنبه‌ی خونین» معروف شد و اخبار و تصاویر تأثیرگذار آن نقش مهمی در پیشبرد جنبش حقوق مدنی داشت.
وی عضو رهبری حزب دموکرات در مجلس نمایندگان ایالات متحده بود و از سال ۱۹۹۱ تا زمان مرگش به عنوان معاون رئیس فراکسیون حزب دموکرات در مجلس نمایندگان کنگره آمریکا بود. لوییس در سمت معاون ارشد فراکسیون حزب دموکرات از سال ۲۰۰۳ تا زمان مرگش خدمت کرد.
او علاوه بر فعالیت‌های سیاسی و اجتماعی، به نوشتن هم روی آورد. کتاب لوییس پیاده‌روی با باد: خاطراتی از یک جنبش در ۱۹۹۸ جوایز زیادی را از آن خود کرد؛ از جمله جایزه‌ی رابرت اف. کندی. کتاب بعدی لوییس در امتداد پل: درس‌های زندگی و چشم‌اندازی برای تغییر جایزه ایمیج NACCP (انجمن ملی پیشرفت رنگین‌پوست‌ها) را دریافت کرد. از جان لوییس کتاب پیاده‌ها (March) در انتشارات اطراف منتشر شده است. این کتاب سال‌هاست که جای ثابتی در فهرست‌های مختلف برترین‌ها دارد و جوایز معتبر و متعددی را از آن خود کرده است.

## زندگی‌نامه
لویس در مهمانی سال نو که به دعوت کلیتون رهبر حقوق مدنی و سیاسی برگزار شد با لیلیان مایلز آشنا شد. آنها در سال ۱۹۶۸ ازدواج کردند. آن دو صاحب یک پسر به نام جان مایلز شدند. لیلیان در ۳۱ دسامبر ۲۰۱۲ درگذشت.
لوییس عضو باشگاه برادری فی بتا سیگما بود.
در ۲۹ دسامبر ۲۰۱۹، لوییس اعلام کرد به سرطان لوزالمعده مرحله چهارم مبتلا شده‌است. وی برای معالجه در منطقه واشینگتن دی سی باقی ماند. لوئیس اظهار داشت: "من تقریباً در تمام عمرم در یک نوع مبارزه - برای آزادی، برابری، حقوق اساسی بشر بوده‌ام.
لوییس در ۱۷ ژوئیه ۲۰۲۰، در سن ۸۰ سالگی درگذشت.